# Waupaca
Waupaca ist eine Kleinstadt (mit dem Status „City“) und Verwaltungssitz des Waupaca County im US-amerikanischen Bundesstaat Wisconsin. Im Jahr 2010 hatte Waupaca 6069 Einwohner.

## Geografie
Waupaca liegt im mittleren Nordosten Wisconsins, rund 65 km nordwestlich des Lake Winnebago und rund 90 km südwestlich der Green Bay des Michigansees. Die Stadt liegt beiderseits des Waupaca River, der über den Wolf River und den Fox River zum Einzugsgebiet des Michigansees gehört.
Die geografischen Koordinaten von Waupaca sind 44°21′29″ nördlicher Breite und 89°05′09″ westlicher Länge. Das Stadtgebiet erstreckt sich über eine Fläche von 21 km² und wird von mehreren Seiten von der Town of Waupaca umgeben, ohne dieser anzugehören.
Nachbarorte von Waupaca sind Ogdensburg (14 km nordnordöstlich), Manawa (22 km nordöstlich), Weyauwega (14,5 km ostsüdöstlich), Chain O’ Lakes (7,7 km südwestlich), Sheridan (11 km nordwestlich) und Scandinavia (14 km nordnordwestlich).
Die nächstgelegenen größeren Städte sind Green Bay am Michigansee (94 km ostnordöstlich), Appleton (63 km ostsüdöstlich), Wisconsins größte Stadt Milwaukee (197 km südsüdöstlich), Chicago in Illinois (346 km in der gleichen Richtung), Wisconsins Hauptstadt Madison (164 km südsüdwestlich), Eau Claire (229 km westnordwestlich), die Twin Cities in Minnesota (357 km in der gleichen Richtung), Wausau (100 km nordwestlich), Duluth am Oberen See in Minnesota (457 km in der gleichen Richtung) und Sault Ste. Marie in der kanadischen Provinz Ontario (541 km nordöstlich, gegenüber von Sault Ste. Marie, Michigan).

## Verkehr

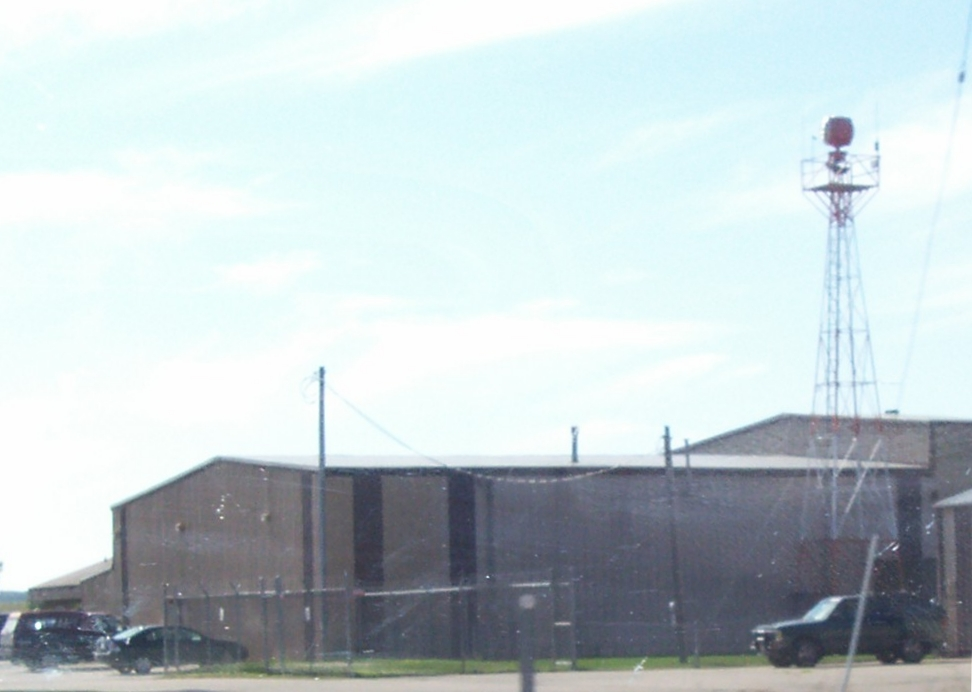
Waupaca Municipal Airport

Der vierspurig ausgebaute U.S. Highway 10 verläuft entlang des südlichen Stadtrandes von Waupaca. Weiterhin treffen im Stadtgebiet von Waupaca die Wisconsin State Highways 22, 49 und 54 zusammen. Alle weiteren Straßen sind untergeordnete Landstraßen, teils unbefestigte Fahrwege sowie innerörtliche Verbindungsstraßen.
Durch Waupaca verläuft für den Frachtverkehr eine Eisenbahnlinie der Canadian National Railway (CN).
Mit dem Waupaca Municipal Airport befindet sich im Südosten des Stadtgebiets ein kleiner Flugplatz. Die nächsten Verkehrsflughäfen sind der Austin Straubel International Airport von Green Bay (84 km ostnordöstlich), der Outagamie County Regional Airport bei Appleton (57 km ostsüdöstlich) und der Central Wisconsin Airport bei Wausau (78 km nordwestlich).

## Geschichte
Der Name der Stadt geht auf einen Häuptling der vor der Ankunft der Weißen hier lebenden Potawatomi zurück.
Im Jahr 1849 siedelten sich an der Stelle der heutigen Stadt die ersten Weißen an. 1852 wurde das erste Postamt errichtet.
Fünf Jahre später wurde die Siedlung als Village of Waupaca inkorporiert. Die Änderung des Gemeindestatus zur City of Waupaca erfolgte im Jahre 1875.

## Bevölkerung
Nach der Volkszählung im Jahr 2010 lebten in Waupaca 6069 Menschen in 2702 Haushalten. Die Bevölkerungsdichte betrug 289 Einwohner pro Quadratkilometer. In den 2702 Haushalten lebten statistisch je 2,1 Personen.
Ethnisch betrachtet setzte sich die Bevölkerung zusammen aus 96,6 Prozent Weißen, 0,9 Prozent Afroamerikanern, 0,7 Prozent amerikanischen Ureinwohnern, 0,3 Prozent Asiaten sowie 0,5 Prozent aus anderen ethnischen Gruppen; 1,0 Prozent stammten von zwei oder mehr Ethnien ab. Unabhängig von der ethnischen Zugehörigkeit waren 2,3 Prozent der Bevölkerung spanischer oder lateinamerikanischer Abstammung.
22,1 Prozent der Bevölkerung waren unter 18 Jahre alt, 57,8 Prozent waren zwischen 18 und 64 und 20,1 Prozent waren 65 Jahre oder älter. 52,5 Prozent der Bevölkerung waren weiblich.
Das mittlere jährliche Einkommen eines Haushalts lag bei 34.813 USD. Das Pro-Kopf-Einkommen betrug 21.384 USD. 16,6 Prozent der Einwohner lebten unterhalb der Armutsgrenze.

## Bekannte Bewohner
- Sturges W. Bailey (1919–1994) – Mineraloge – geboren und aufgewachsen in Waupaca
- Edward E. Browne (1868–1945) – langjähriger republikanischer Abgeordneter des US-Repräsentantenhauses (1913–1931) – lebte immer in Waupaca
- George Augustus La Dow (1826–1875) – wurde als demokratischer Abgeordneter in das US-Repräsentantenhaus gewählt – arbeitete jahrelang als Anwalt in Waupaca
- Blanche Moerschel (1915–2004) – Komponistin und Organistin – starb in Waupaca
- Reid F. Murray (1887–1952) – republikanischer Abgeordneter des US-Repräsentantenhauses (1939–1952) – lebte lange in Waupaca
- Everett C. Olson (1910–1993) – Paläontologe – geboren in Waupaca